# Calabanga
Calabanga es un municipio filipino de primera clase, perteneciente a la provincia de Camarines Sur, en la región de Bicolandia.

## Toponimia
El lugar puede aparecer referido como «Calabanga» y «Calabangan».

## Historia
Hacia mediados del siglo XIX, el lugar tenía contabilizada una población de 4082 habitantes, repartidos en 680 casas. Aparece descrito en el primer volumen del Diccionario geográfico, estadístico, histórico de las Islas Filipinas (1850) de Manuel Buzeta Núñez y Felipe Bravo con las siguientes palabras:

CALABANGA ó CALABANGAN: pueblo con cura y gobernadorcillo, en la isla de Luzon, prov. de Camarines-Sur, dióc. de Nueva-Cáceres: se halla sit. en los 126° 58' 45" long., 15° 39' lat., rodeado de algunos riach. que se desprenden del monte Isaroc, en terreno llano; disfruta de buena ventilacion y está defendido de los aires del N. E.; su clima es templado y saludable. Se compone de unas 680 casas, en general de sencilla construccion, distinguiéndose entre ellas la casa parroquial y la llamada tribunal ó de comunidad; hay cárcel, y escuela de primeras letras dotada de los fondos de comunidad, á la que concurren varios alumnos, é igl. parr. de buena fábrica, servida por un cura regular. Próximo á esta se halla el cementerio, que es bastante capaz y ventilado. Comunícase este pueblo con sus limítrofes por medio de caminos regulares, y recibe de la cabecera de la prov. en dias indeterminados el correo semanal establecido en la isla. El term. confina por E. con el encumbrado monte Isaroc, cuyas fragosidades se hallan ya como á 2 leg. de la pobl.; por N. E. con el de Tinambac, sit. á 5 leg. escasas de la pobl.: por N. con la bahía de San Miguel; y por O. y S. con Quipayo que se halla á muy corta dist. El terr. es por el E. y N. E. bastante desigual y quebrado, pero lo demas, es llano y muy fértil: en sus montes se hallan buenas maderas de construccion, creciendo particularmente el naga, el amuyon, y el palo María, la palma brava, cañas bojas y toda clase de bejucos; las abejas elaboran mucha miel y cera en cuentos sitios les presentan el necesario abrigo; tambien se encuentra caza de búfalos, javalies, venados, gallos, tórtolas, etc.; varios r. que se precipitan de estos montes á desaguar en la bahía de San Miguel, facilitan el riego de las llanuras, que dan toda clase de prod.: en ellas crecen hermosas sementeras de arroz, que ocupan lo mas bajo de ellas, y en lo mas alto grandes plantaciones de cacao, y sobre todo de abacá, que es el artículo mas interesante del pais: tampoco faltan la caña dulce, el añil, el ajonjoli, buenos cocales, frutas y legumbres de muchas especies. La principal ocupacion de los naturales consiste en la agricultura; su ind., sin embargo, da tambien escelentes tejidos, entre los cuales se aprecian mucho las finas telas llamadas nipis, las sinamayes ó guinaras y otras. Tambien fabrican buenos sombreros de nito, y estera ó alfombrillas de palma: todo eso se tiñe de diferentes colores y presenta una labor variada. De los filamentos mas ordinarios del abacá, hacen cables y jarcias para embarcaciones. El comercio consiste en la esportacion del sobrante de sus artículos naturales y fabriles, cuya esportacion es considerable mayormente en el arroz, abacá elaborado y en rama. pobl. 4,082 alm., 1,033 ½ trib., que ascienden á 10,335 rs. plata, equivalentes á 25,807 ½ rs. vn.
(Buzeta y Bravo, 1850, pp. 447-448)

En 2020, tenía censados 88 906 habitantes.